# Semide e Rio Vide
Semide e Rio Vide (llamada oficialmente União das Freguesias de Semide e Rio Vide) es una freguesia portuguesa del municipio de Miranda do Corvo, distrito de Coímbra.

## Historia
Fue creada el 28 de enero de 2013 en aplicación de una resolución de la Asamblea de la República de Portugal promulgada el 16 de enero de 2013 con la unión de las freguesias de Rio Vide y Semide, pasando su sede a estar situada en la antigua freguesia de Semide.

## Demografía
| Gráfica de evolución demográfica de Semide e Rio Vide entre 2011 y 2021 |
|                                                                         |
| Datos según el nomenclátor publicado por el INE portugués.              |